# Agen

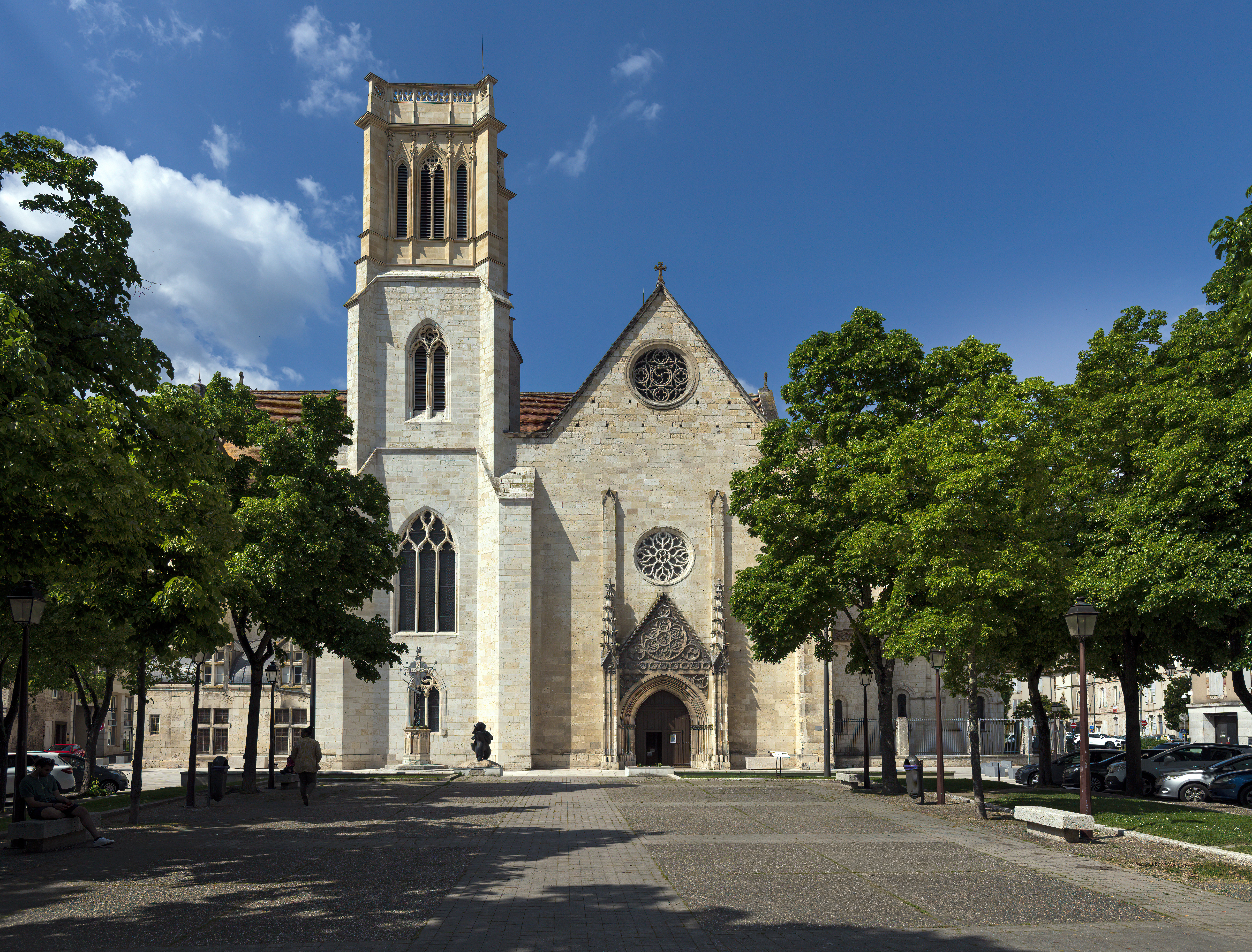
Cathédrale Saint-Caprais d'Agen

Agen (IPA: [aʒɛ̃]) város Franciaország déli részén, Új-Aquitania régióban, Lot-et-Garonne megye székhelye, a Garonne folyó mentén.

## Története
A város már a Római Birodalom idején jelentős mezőgazdasági központ volt, s bár nagyon sok pusztítás érte, ma is megtartotta szerepét. A reneszánsz korban sok jelentős tudós, művész, költő telepedett meg a városban.
A város legfontosabb látnivalója a városháza terén található helyi múzeum, képtárának Goya-gyűjteménye mellett szerény szoborgyűjteményének büszkesége a "Vénus du Mas", melyre 1876-ban bukkant rá szántás közben egy ageni parasztember. A márványszobor valószínűnek látszik, hogy Praxitelész görög szobrász iskolájából való, egyik legszebb darabja a franciaországi görög szobrászati leleteknek. A Goya képek közül kiemelkedő a művész önarcképe és VII. Ferdinánd portréja és a Montgolfiére felszállása. Goya ezen a vidéken töltötte utolsó éveit, Bordeaux-ban halt meg. Errefelé kis vidéki múzeumok is ezért őriznek felbecsülhetetlen értékű Goya alkotásokat.

## Látnivalók
- Musée des Beaux-Arts – 15- 16. századi palota, szobáiban jelentős képzőművészeti gyűjtemény kapott helyet. A régészeti anyag legfőbb kincse egy időszámításunk előtti I. századból származó szobor, a Vénus du Mas. Nagyon sok leletet gyűjtöttek egybe a kora középkorból, a reneszánsz évszázadaiból, gazdag a faliszőnyeg bemutatója, képtárában van alkotás Tiepolotól, a 17. századtól kezdve pedig szinte minden jelentős francia festőtől, Watteau-tól Picabiáig.
- Cathédrale Saint-Caprais d'Agen - egykori katolikus kollégium, 1801-ben lett a város katedrálisa, azt követően, hogy elődjét a francia forradalom során elpusztították.

## Ízelítő a múzeum kincseiből

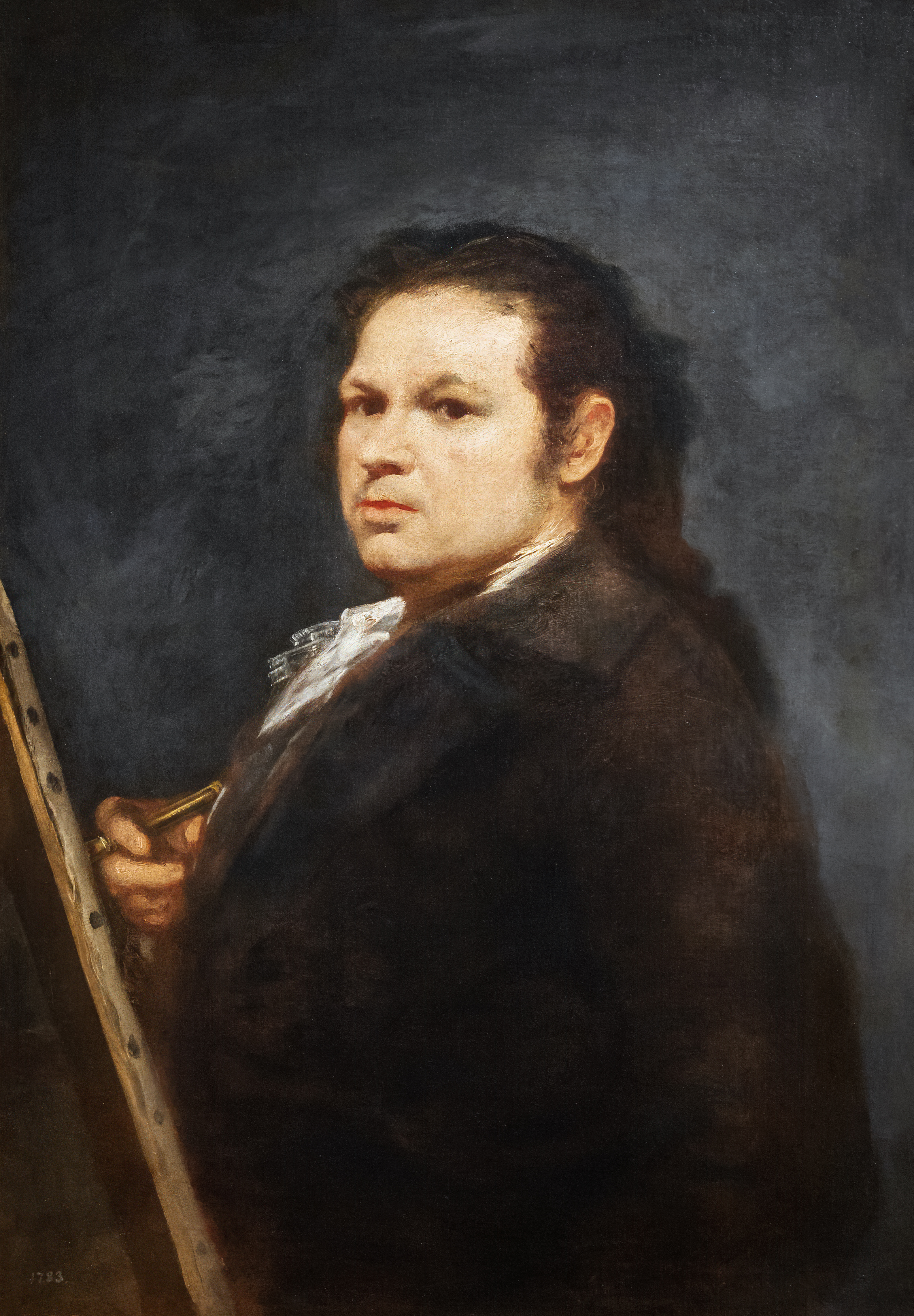
Goya önarckép
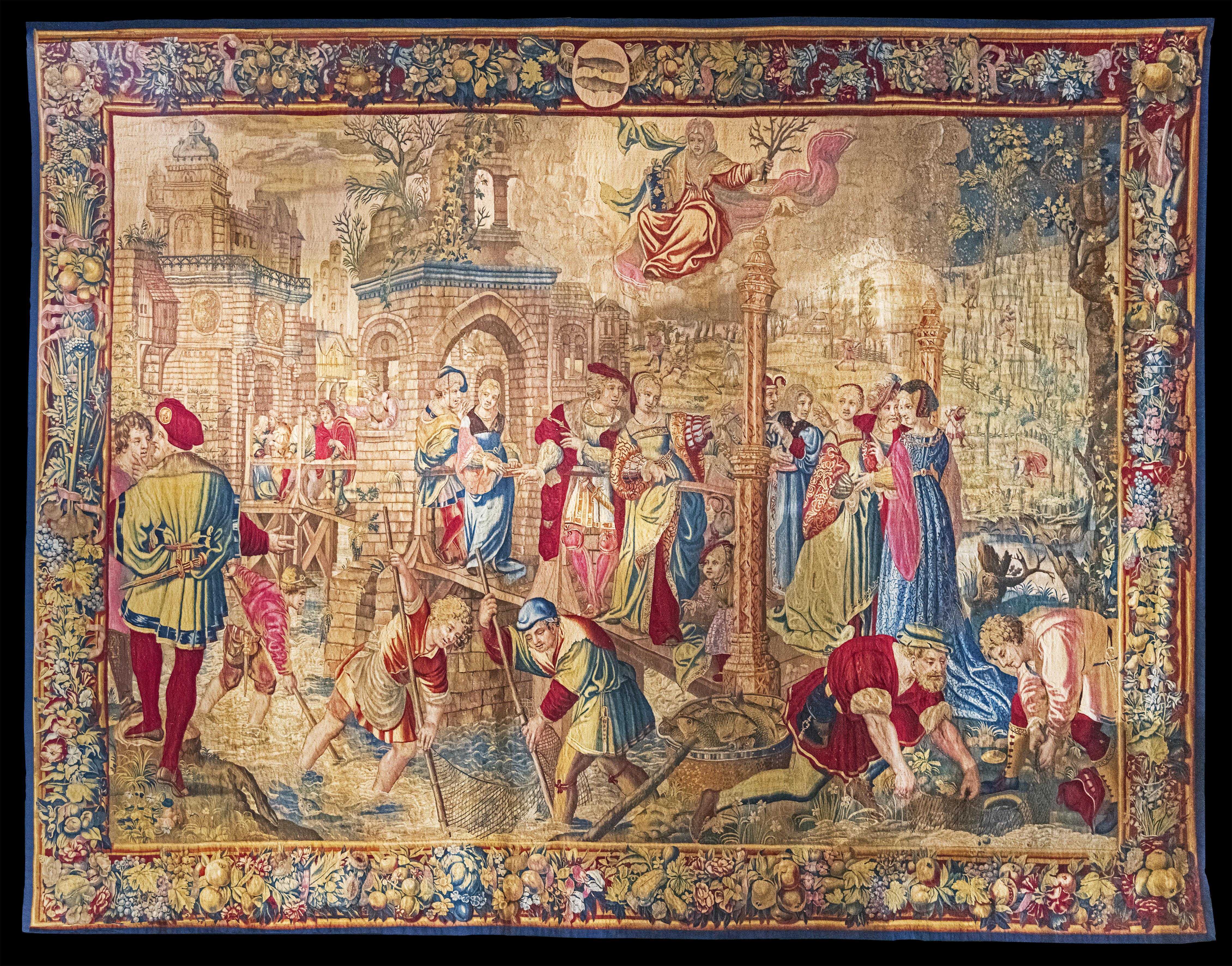
goblein kép
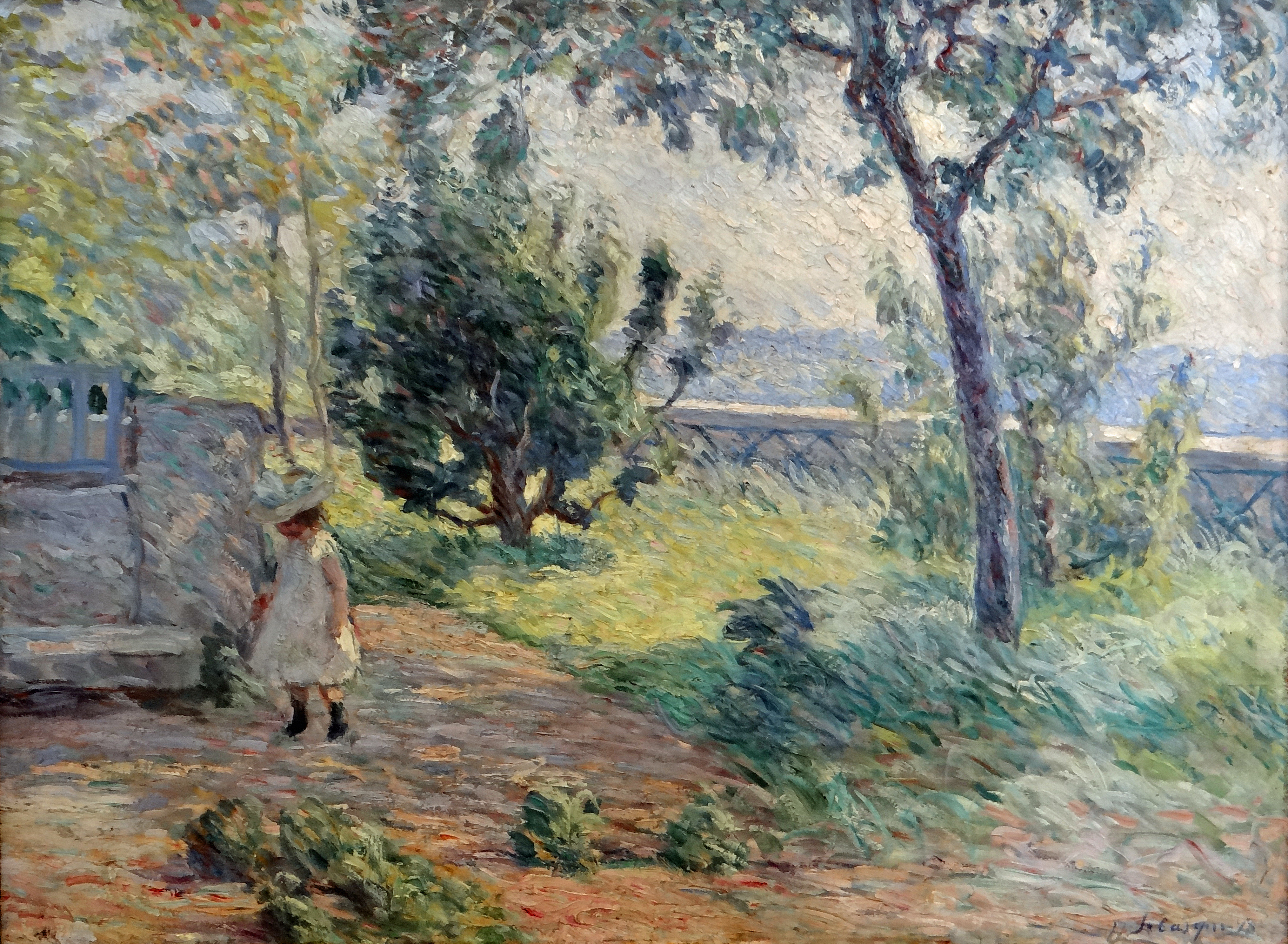
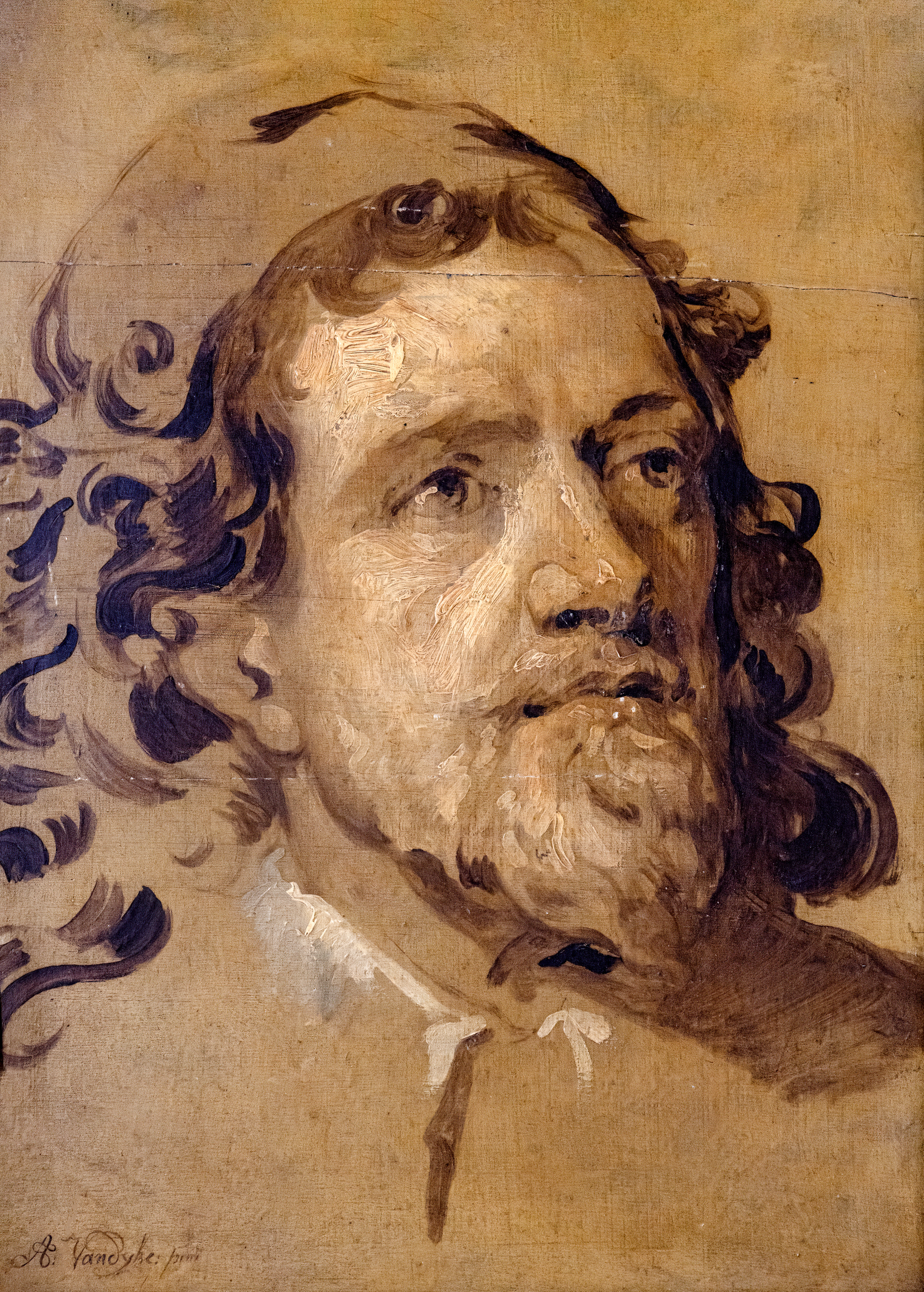
Antoine Van Dyck portréja
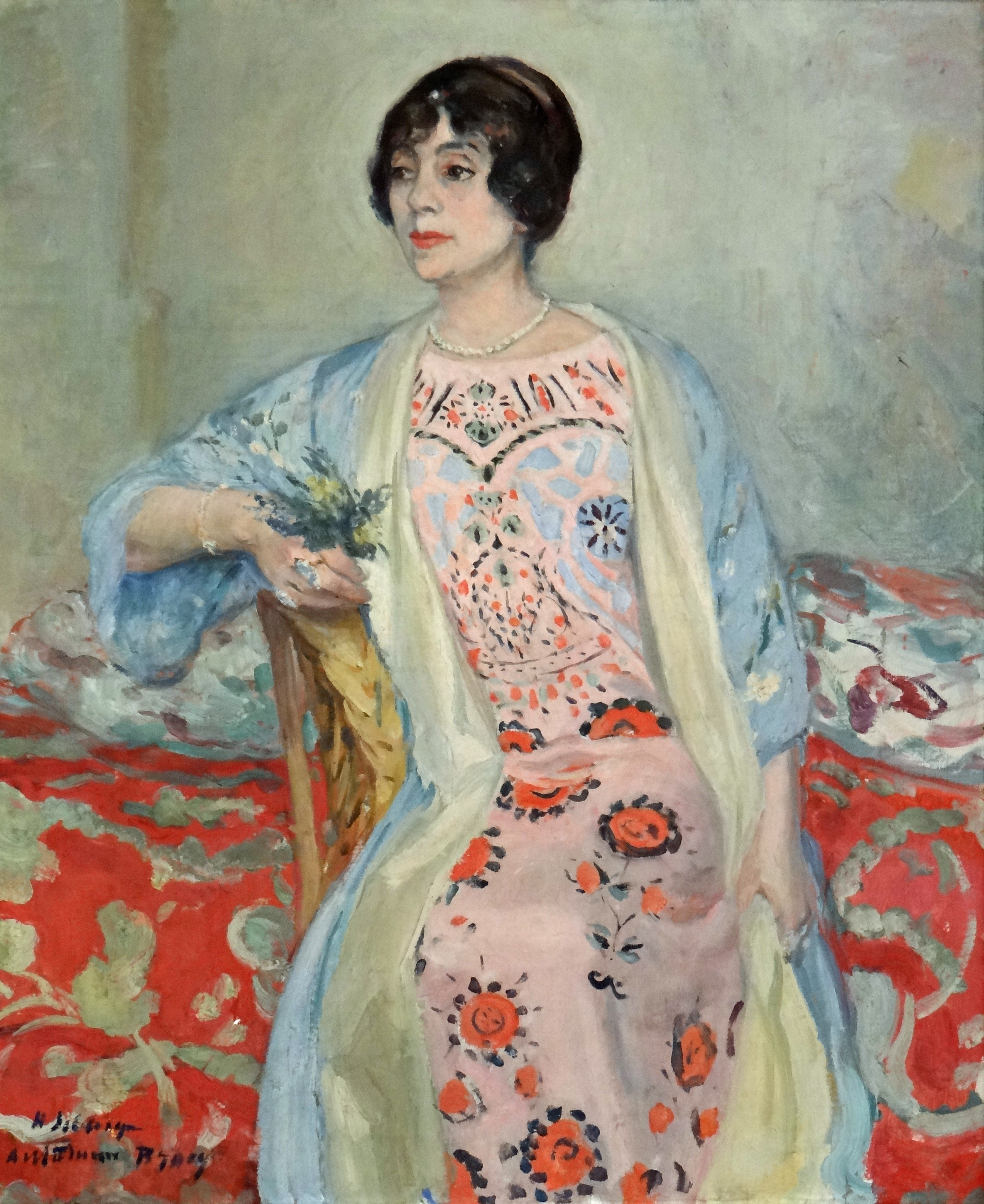
Henri Lebasque portré
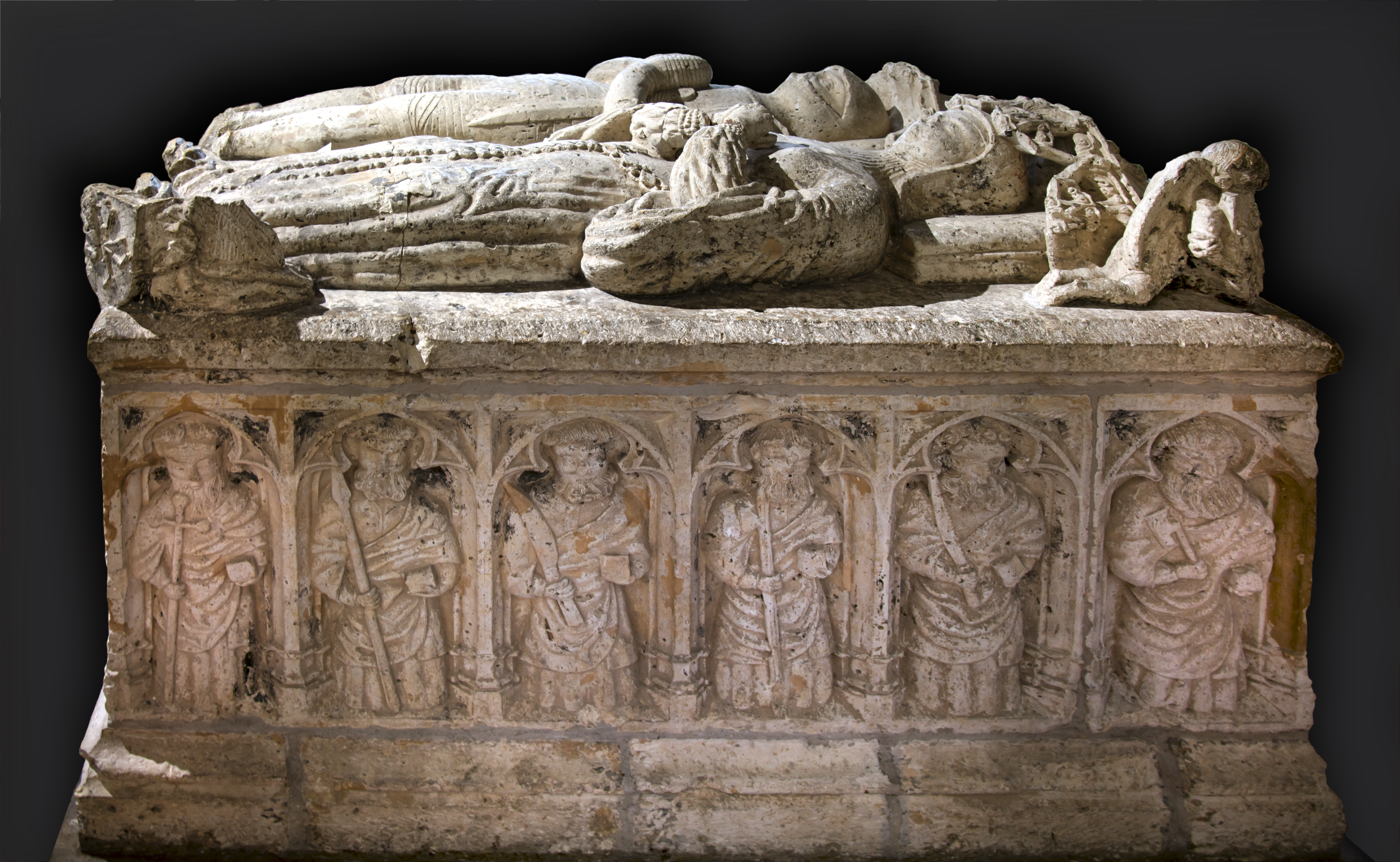
Etienne de Durfort és felesége sírja.

## Demográfia
| Év   | Lakosság |
| ---- | -------- |
| 1793 | 19 639   |
| 1800 | 9 876    |
| 1806 | 10 850   |
| 1821 | 11 659   |
| 1831 | 12 631   |
| 1841 | 14 987   |
| 1846 | 15 517   |
| 1851 | 16 027   |
| 1856 | 17 667   |

| Év   | Lakosság |
| ---- | -------- |
| 1861 | 17 263   |
| 1866 | 18 222   |
| 1872 | 18 887   |
| 1876 | 19 503   |
| 1881 | 20 485   |
| 1886 | 22 055   |
| 1891 | 23 234   |
| 1896 | 22 730   |

| Év   | Lakosság |
| ---- | -------- |
| 1901 | 22 482   |
| 1906 | 23 141   |
| 1911 | 23 294   |
| 1921 | 23 391   |
| 1926 | 23 530   |
| 1931 | 24 939   |
| 1936 | 27 152   |
| 1946 | 33 397   |

| Év   | Lakosság |
| ---- | -------- |
| 1954 | 32 593   |
| 1962 | 32 800   |
| 1968 | 34 949   |
| 1975 | 34 039   |
| 1982 | 31 593   |
| 1990 | 30 553   |
| 1999 | 30 170   |
| 2006 | 33 728   |
| 2010 | 33 981   |

## Testvérvárosok
- Oroszország - Tuapse
- Németország - Dinslaken
- Wales - Llanelli
- Spanyolország - Toledo
- USA - Corpus Christi